# Macaye
Macaye (tiếng Basque: Makea) là một xã thuộc tỉnh Pyrénées-Atlantiques trong vùng Nouvelle-Aquitaine miền tây nam nước Pháp.

## Geography

### Neighboring communes
- Hasparren to the north
- Cambo-les-Bains to the north-west
- Mendionde to the east
- Louhossoa to the west
- Bidarray to the south